# Eudorella menziesi
Eudorella menziesi är en kräftdjursart som beskrevs av Petrescu 1991. Eudorella menziesi ingår i släktet Eudorella och familjen Leuconidae. Inga underarter finns listade i Catalogue of Life.